# 細川興一
細川 興一（ほそかわ こういち、1947年6月17日 - ）は、日本の大蔵官僚。富山県富山市出身（父も富山県、母は石川県）。血液型はB型。元日本政策金融公庫代表取締役総裁。

## 略歴

### 学歴
- 1963年3月 - 富山大学教育学部附属中学校卒業。
- 1966年3月 - 富山県立富山高等学校卒業。
- 1970年3月 - 東京大学法学部第3類（政治コース）卒業[2]。

### 職歴
- 1970年4月 - 大蔵省（後の財務省）入省（主計局総務課企画係配属）[3]。
- 1972年8月 - 大臣官房調査企画課。
- 1973年7月 - 理財局地方資金課調査主任[4]。
- 1974年7月 - 理財局資金第一課企画係長[5]。
- 1975年7月 - 尾張瀬戸税務署長。
- 1976年7月 - 大臣官房文書課課長補佐（審査・管理担当） 兼 大臣官房秘書課課長補佐（調査担当）[6][7]。
- 1978年7月 - 銀行局調査課課長補佐（総括）[8]。
- 1980年7月 - 主計局主計官補佐（農林水産第三係主査）（食料管理担当）[9]。
- 1982年6月 - 主計局主計官補佐（農林水産第一係主査）（総括）[9]。
- 1984年6月27日 - 主計局総務課課長補佐（企画担当）[10]。
- 1985年6月21日 - 大臣官房秘書課企画官。
- 1987年7月16日 - 小渕恵三内閣官房長官秘書官事務取扱。
- 1989年7月18日 - 主計局調査課長。
- 1990年7月5日 - 主計局主計官（防衛担当）。
- 1991年6月11日 - 主計局主計官（農林水産担当）。
- 1992年6月26日 - 主計局主計官（総務課（企画担当））。
- 1994年7月1日 - 大臣官房文書課長。
- 1996年7月12日 - 主計局次長（末席）（運輸・JR事業担当）[11][12][13][14]。
- 1997年7月15日 - 主計局次長（筆頭）（農林水産担当）[15]。
- 1998年7月30日 - 小渕恵三内閣総理大臣秘書官事務取扱。
- 2000年4月5日 - 大臣官房付。
- 2000年6月30日 - 大臣官房長。
- 2001年1月6日 - 財務省大臣官房長。
- 2003年1月14日 - 主計局長。
- 2004年7月2日 - 財務事務次官[16]。
- 2006年7月28日 - 退官。
- 2008年10月 - 日本政策金融公庫副総裁。
- 2013年10月 - 同総裁[17]。
- 2017年12月 - 同総裁を退任[18]。
- 2022年4月29日 - 瑞宝重光章受章[19]。

## 人物
細川は地方行政に興味があったことから、当初は大蔵省（後の財務省）より自治省（後の総務省）が第1志望であった。大蔵省か自治省かで迷ったが、小粥正巳大臣官房秘書課長補佐の「君がこれから自治省に断りに行くことが、大蔵省での最初の仕事だよ」という一言で大蔵省入省を決意した。
地方行政に興味があったことから、国家公務員上級試験（甲種）を行政職で受験していた。しかし、大蔵省を志望する者は、法律職か経済職が大多数だった。細川曰く「『大蔵省では行政職は採らない』と言われた。実際には2年に1人は採用されていたが、そう思い込んでいたから､（大蔵省には）法律職で受けた。試験前に商法などは慌てて勉強したし、そんなこともあって成績は良くなかった」と述べている。
小学生の頃から政党の遊説を見に行くほど早熟で国事好き。いずれは政治家へと考え大蔵省入省。しかし､「財政の面白さ」に目覚め、方針転換した。
細川の真骨頂とされているトコトン詰める粘り強さは、入省直後に配属された主計局総務課企画係で「大蔵官僚の中の大蔵官僚」と呼ばれ、後に事務次官に上り詰めた吉野良彦との出会いによって形成された。三度の飯より予算論議が好きなその仕事ぶりは、 後に事務次官となる斎藤次郎の高い評価を受け、斎藤組の中枢入りを果たした。
本来は事務次官としての任期は1年であったが、事務次官候補だった田谷廣明、杉井孝が汚職による不祥事で退官し、3期下の牧野治郎が事務次官候補から外されたことにより、年次による時間的余裕が生じたため、事務次官を2年務めた。

## 大蔵省入省同期
- 坂篤郎（日本郵政株式会社代表執行役社長、内閣官房副長官補、内閣府審議官、内閣府政策統括官（経済社会システム担当）、経済企画庁長官官房長、主計局次長（筆頭））
- 大武健一郎（国税庁長官、主税局長、国税庁次長、大臣官房審議官（主税局担当））
- 岩下正（国際協力銀行理事、財務総合政策研究所長、国際局次長、在米国大使館公使）
- 乾文男（金融財政事情研究会会長、投資信託協会副会長、日本政策投資銀行理事、金融庁総務企画局長、金融庁総務企画部長、金融監督庁監督部長）
- 原口恒和（イオン銀行会長、金融庁総務企画局長、理財局長、大臣官房総括審議官）
- 墳崎敏之（財政金融研究所次長、大臣官房参事官（大臣官房担当）兼大臣官房審議官（大臣官房担当）、近畿財務局長）